# Alfons Corthout
Alfons Corthout (Pulle, Zandhoven, 16 de febrer de 1911 - Anvers, 29 de març de 1974) va ser un ciclista belga que fou professional entre 1932 i 1939. En el seu palmarès destaquen dues victòries d'etapa a la Volta a Catalunya de 1933.

## Palmarès
- 1931
  -  Campió de Bèlgica en ruta junior
- 1932
  - 1r a la Brussel·les-Lieja
- 1933
  - 1r a la Brussel·les-Verviers
  - 1r a Lier
  - Vencedor de 2 etapes de la Volta a Catalunya
- 1934
  - 1r al Circuit de Bèlgica
- 1937
  - 1r a Opglabbeek